# کاین‌مستر
کاین‌مستر (انگلیسی: KineMaster) شرکت نرم‌افزار کره‌ای است، که در سال ۲۰۰۲ تأسیس شد.